# كلايتون هير
كلايتون هير هو موزع كندي، ولد في 13 يوليو 1909، وتوفي في 11 ديسمبر 2001.